# Міддлсекс Тауншип (округ Батлер, Пенсільванія)
Міддлсекс Тауншип (англ. Middlesex Township) — селище (англ. township) в США, в окрузі Батлер штату Пенсільванія. Населення — 6820 осіб (2020).

## Демографія
Згідно з переписом 2010 року, у селищі мешкало 5390 осіб у 2106 домогосподарствах у складі 1586 родин. Було 2208 помешкань
Расовий склад населення:
| - 98,6 % — білих - 0,5 % — азіатів - 0,3 % — чорних або афроамериканців - 0,1 % — корінних американців |

До двох чи більше рас належало 0,5 %. Частка іспаномовних становила 0,8 % від усіх жителів.
За віковим діапазоном населення розподілялося таким чином: 22,4 % — особи молодші 18 років, 62,4 % — особи у віці 18—64 років, 15,2 % — особи у віці 65 років та старші. Медіана віку мешканця становила 45,7 року. На 100 осіб жіночої статі у селищі припадало 100,1 чоловіків;  на 100 жінок у віці від 18 років та старших — 99,3 чоловіків також старших 18 років.
Середній дохід на одне домашнє господарство  становив 81 871 долар США (медіана — 69 417), а середній дохід на одну сім'ю — 90 734 долари (медіана — 79 700). Медіана доходів становила 55 648 доларів для чоловіків та 41 887 доларів для жінок. За межею бідності перебувало 1,6 % осіб, у тому числі 0,9 % дітей у віці до 18 років та 3,8 % осіб у віці 65 років та старших.
Цивільне працевлаштоване населення становило 2919 осіб. Основні галузі зайнятості: освіта, охорона здоров'я та соціальна допомога — 22,7 %, будівництво — 12,5 %, роздрібна торгівля — 12,0 %.